# Oscarellidae
Oscarellidae é uma família de esponjas marinhas da ordem Homosclerophorida.

## Gêneros
- Oscarella Vosmaer, 1884
- Pseudocorticium Boury-Esnault, Muricy, Gallissian & Vacelet, 1995